# Jesus nut

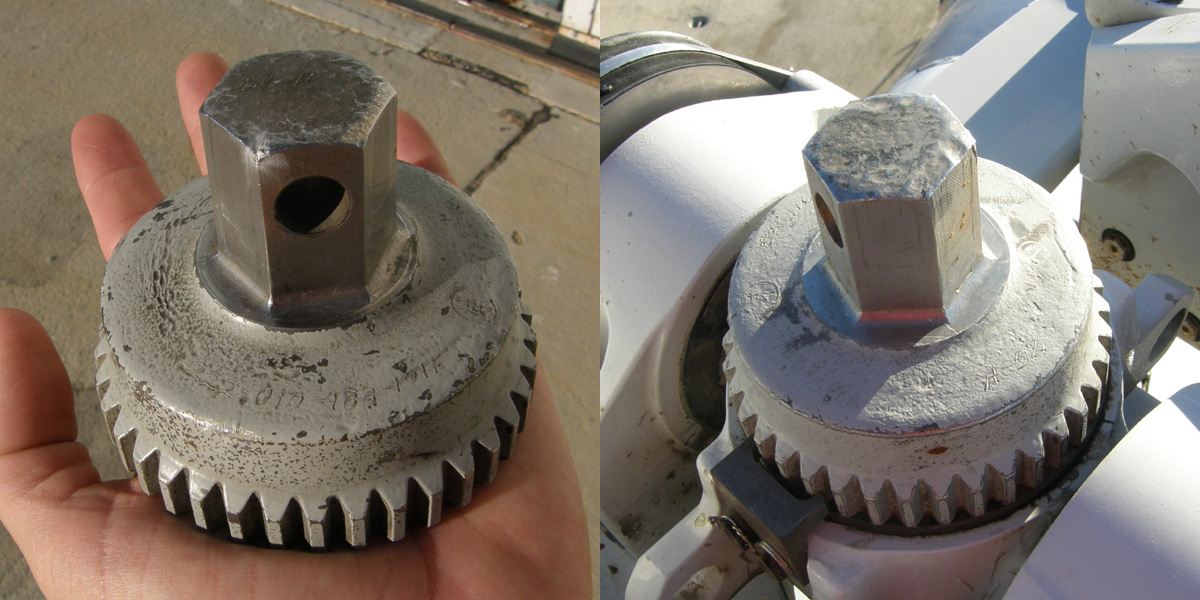
Befestigungsmutter des Hauptrotors oder „Jesus nut“ einer Bell 222U, in der Hand für den Größenvergleich (links) und mit Verriegelungsschlüssel (rechts) installiert.

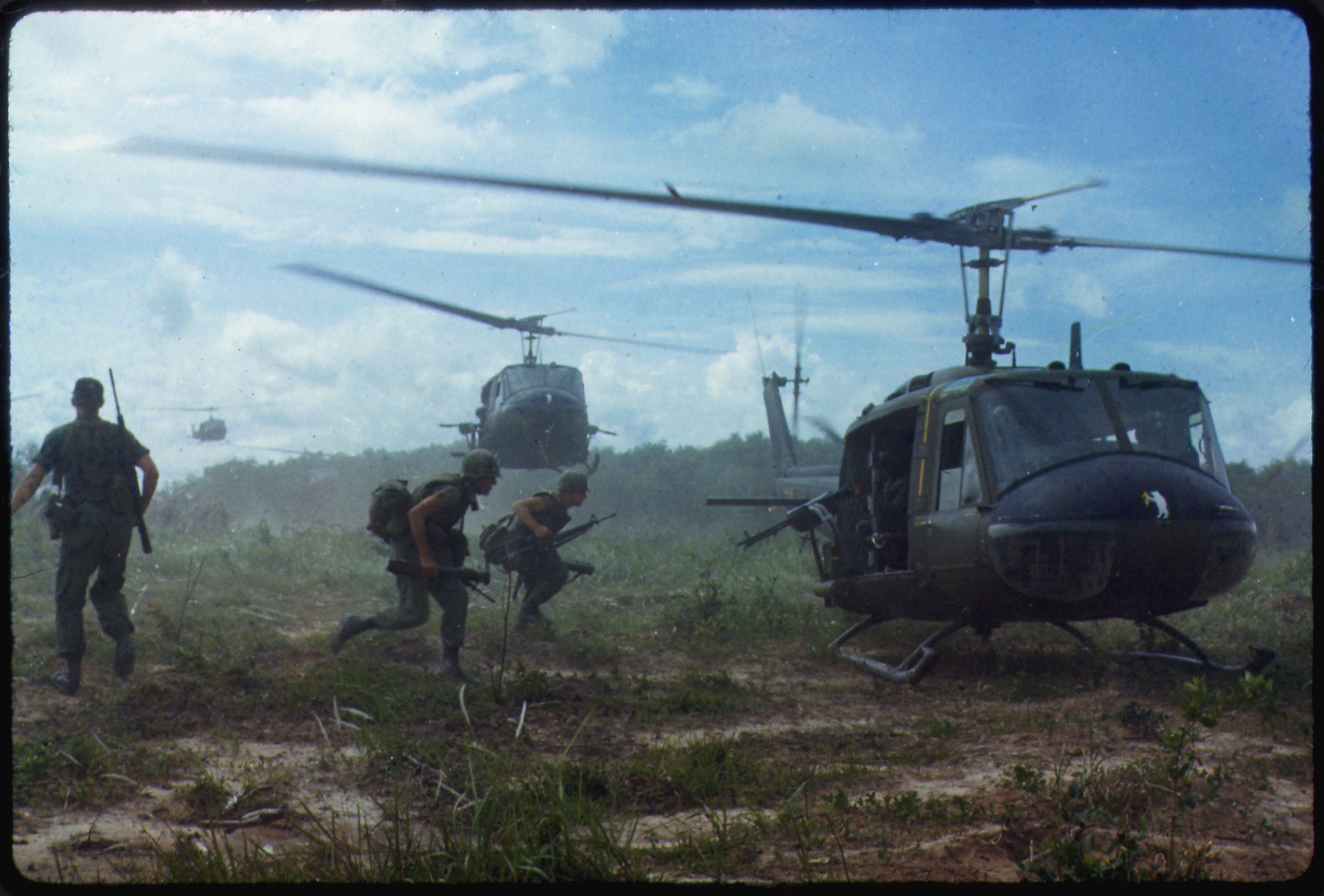
GIs laufen zu ihren Hueys während des Vietnamkriegs: Der wahrscheinliche Ursprung des Begriffs „Jesus Nut“

Jesus nut (deutsch Jesus-Mutter) ist eine umgangssprachliche Bezeichnung für die Halte- oder Wellenmutter, die den Hauptrotor auf der Rotorwelle einiger Hubschrauber-Typen fixiert. Der verwandte Slang-Begriff „Jesus pin“ (Jesus-Stift) bezieht sich auf den Sicherungssplint, der zum Sichern dieser Haltemutter verwendet wird. Allgemein werden die beiden Begriffe „Jesus nut“ und „Jesus pin“ verwendet, um sich auf ein Bauteil zu beziehen, das einen Single Point of Failure darstellt, dessen Fehlfunktion katastrophale Folgen nach sich zieht, so dass die Besatzung „nur noch zu Jesus beten“ könne.

## Ursprung
Der Begriff „Jesus nut“ wurde wahrscheinlich von US-amerikanischen Soldaten während des Vietnamkriegs geprägt. In diesem Konflikt wurde erstmals eine große Anzahl von Soldaten (hauptsächlich Infanterie), die also nicht zu den klassischen (flugerfahrenen) Fallschirmjäger-Truppen gehörten, auf dem Luftweg (durch Hubschrauber) zu ihren Einsatzorten gebracht.
Sollte die „Jesus nut“ im Flug versagen, brechen oder verloren gehen, würde sich der Hauptrotor vom Hubschrauber lösen. Daher: „Tighten that damn Jesus nut down good cause I ain’t in the mood to see him today.“ (Zieh diese verdammte Jesus-Mutter fest, denn ich bin nicht in der Stimmung, ihn heute zu sehen).
Dokumentierte Beispiele für das Versagen von Jesus nuts / Pins gibt es nur wenige. Die Schraubenmutter und der Splint müssen jedoch vor jedem Flug beim Check überprüft werden.
Im Jahr 2000 wurde eine Hauptrotor-Haltemutter zum Überarbeiten entfernt und vor dem Testflug nicht professionell überprüft. Der Hubschrauber stürzte knapp zehn Minuten nach dem Start ab. Dabei kamen zwei Personen ums Leben. Einige neuere Hubschraubersysteme haben keine „Jesus nut“.
Der Begriff könnte aber auch auf das Amphibienflugzeug Consolidated PBY zurückgehen, bei dem zwei „Jesus-Schrauben“ die Tragflächen im Rumpf hielten.

## Erweiterter Kontext
In jüngerer Zeit wurde der Begriff im gesamten Ingenieurwesen allgemeiner angewendet, um jede einzelne Komponente einzuschließen, deren Ausfall zu einem katastrophalen Ausfall des gesamten Systems führen würde.
Eine andere Verwendung des Begriffs findet sich im englischen Sprachraum im Klettersport und bezieht sich auf die erste Zwischensicherung, die vielfach durch Klemmkeile, die im englischen auch als „Nuts“ (Nüsse) bezeichnet werden, erfolgt. Die erste Zwischensicherung – die „Jesus Nut“ – verringert die potenzielle Sturzstrecke und den Sturzfaktor. Sie entlastet damit die Fixpunktsicherung am Standplatz der Seilschaft im Falle eines Sturzes des Vorauskletternden.
In der Literatur wurde der Begriff „Jesus Nut“ durch den Roman Chickenhawk von Robert Mason populär, eine Erzählung über seine Erfahrungen als Pilot eines „Huey“ (Bell UH-1 Iroquois) im Vietnamkrieg.
Im englischen Sprachraum werden sogenannte Circlips (Sicherungsringe) und Achsnägel ebenfalls umgangssprachlich oft als „Jesus Nut“ bezeichnet.

## Sonstiges
- Es gibt einen gesungenen Sicherheitshinweis als Video[13] für den Preflight-Check zu diesem Thema.